# Friederike von Reitzenstein
Friederike Wilhelmine von Reitzenstein (* 3. Februar 1748 in Stuttgart; † 20. August 1819 in Walsrode) geborene von Spitznas war eine deutsche Schriftstellerin.
Ihre Eltern waren der württembergische Generalmajor Hans Adolf von Spitznas (1699–1758) und dessen Ehefrau Christiane Charlotte Friederike von Pöllnitz (1713–1749).
Sie heiratete am 24. März 1766 hannoverischen Obrist und Chef eines Regiments schwerer Kavallerie Freiherr Franz Friedrich Traugott Lebrecht von Reitzenstein (* 11. November 1737; † 22. September 1809) aus der Linie Conradsreuth (altes Haus). Das Paar hatte 6 Söhne und 7 Töchter, darunter:
- Karoline († November 1803) ⚭ Freiherr Friedrich August von Ende, hannoverischer Oberappellationsrat und später württembergischer Minister
- Therese Friederike (* 25. Februar 1781; † 24. März 1832), Stiftsdame in Walsrode
- Artemisia ⚭ Freiherr N.N. von Hohnhorst, Vizepräsident und Staatsrat
- August Christoph Friedrich (* 8. Mai 1772; † 6. November 1830), königlich hannoverischer Oberst im 1. Garde-Kürassier-Regiment in Celle ⚭ 3. Juni 1809 Luise Magan of Clonearl (* 11. Februar 178?; † 22. November 1863)[2][3]
- Ernst Philipp Adolph (* 1. Mai 1770; † 16. Juni 1839), Oberstleutnant im 2. Infanterie-Regiment ⚭ 20. März 1798 Amalie von der Schulenburg (* 12. Juni 1777; † 20. Juni 1845)[4]

## Werke
Schindel schreibt über ihre Motivation: Versuche in eignen Aufsätzen über die verschiedenen Verhältnisse des Lebens dienten ihr zur Aufheiterung in manchen trüben Lebenstagen.
- Aurora von Clari, Halle, 1805, Rezension S. 264 in Neue allgemeine deutsche Bibliothek, Band 103